# Moulinet-sur-Solin
Moulinet-sur-Solin – miejscowość i gmina we Francji, w Regionie Centralnym, w departamencie Loiret.
Według danych na rok 1990 gminę zamieszkiwało 120 osób, a gęstość zaludnienia wynosiła 6 osób/km² (wśród 1842 gmin Regionu Centralnego Moulinet-sur-Solin plasuje się na 1016. miejscu pod względem liczby ludności, natomiast pod względem powierzchni na miejscu 661.).